# Ephedra triandra
Ephedra triandra — вид голонасінних рослин класу гнетоподібних.
лат. triandra — «з трьома тичинками».

## Опис
Чагарник висотою до 2 м заввишки, або повзучий. Листя росте по двійко у вузлах. 

## Поширення, екологія
Країни проживання: Аргентина (Буенос-Айрес, Катамарка, Кордова, Ла-Ріоха, Мендоса, Сан-Хуан); Болівія. Росте на висотах від 300 м до 3000 м. Зростає в напівпосушливих районах, часто в порушених районах, на піщаному ґрунті на скелястих схилах, і на глиняних блефах. Квіти є з листопада по січень.

## Використання
Стебла більшості членів цього роду містять алкалоїд ефедрин і відіграють важливу роль в лікуванні астми та багатьох інших скарг дихальної системи. Стебла також ідуть в чай.

## Загрози та охорона
Немає серйозних загроз в даний час, хоча було повідомлено, з'їдається худобою. Незважаючи на широкий діапазон поширення вид не дуже добре охоплений мережею охоронних територій. Ця ефедра представлена в трьох ботанічних садах по всьому світу. Подальші дослідження необхідні, щоб краще зрозуміти стан населення.